# Schweizerische Lauterkeitskommission
Die Schweizerische Lauterkeitskommission ist eine neutrale, unabhängige, private Institution der Kommunikationsbranche zum Zweck der werblichen Selbstkontrolle (siehe Ombudsmann).

## Organisation
Die Schweizerische Lauterkeitskommission wurde 1966 von der KS Kommunikation Schweiz/CS Communication Suisse ins Leben gerufen. Sie ist eine neutrale, unabhängige, private Institution der Kommunikationsbranche zum Zweck der werblichen Selbstkontrolle. Jede Person ist befugt, kommerzielle Kommunikation, die ihrer Meinung nach unlauter ist, bei der Lauterkeitskommission zu beanstanden. Die Kommission besteht aus drei Kammern, in welcher Konsumenten, Medienschaffende und Werbende paritätisch vertreten sind. Die Schweizerische Lauterkeitskommission spricht keine staatlich durchsetzbaren Urteile aus. Sie erlässt Empfehlungen mit dem Ziel, dass diese von den Werbetreibenden zukünftig umgesetzt werden und somit rechtliche Risiken von Klagen oder Strafverfahren vor staatlichen Behörden vermieden werden können. Die Entscheide können auf der Website der Kommission abgerufen werden.
Als Mitglied der EASA (European Advertising Standards Alliance) ist die Schweizerische Lauterkeitskommission auch in der internationalen Dachorganisation der Werbeselbstkontrollorganisationen präsent.
Die Schweizerische Lauterkeitskommission wird von der Kommunikationsbranche finanziert. Gemäss Reglement Art. 19 kann die Kommission keine Sanktionen erlassen, sondern nur Massnahmen.